# Francisco Eugénio Pereira de Miranda
Francisco Eugénio Pereira de Miranda foi um administrador colonial português que exerceu o cargo de Governador-Geral da Província de Angola entre 1894 e 1895, foi antecedido pelo 1.º mandato de Álvaro António da Costa Ferreira e sucedido pelo mesmo Álvaro António da Costa Ferreira, na vigência do do 2.º mandato.